# Stanisław Hanyż

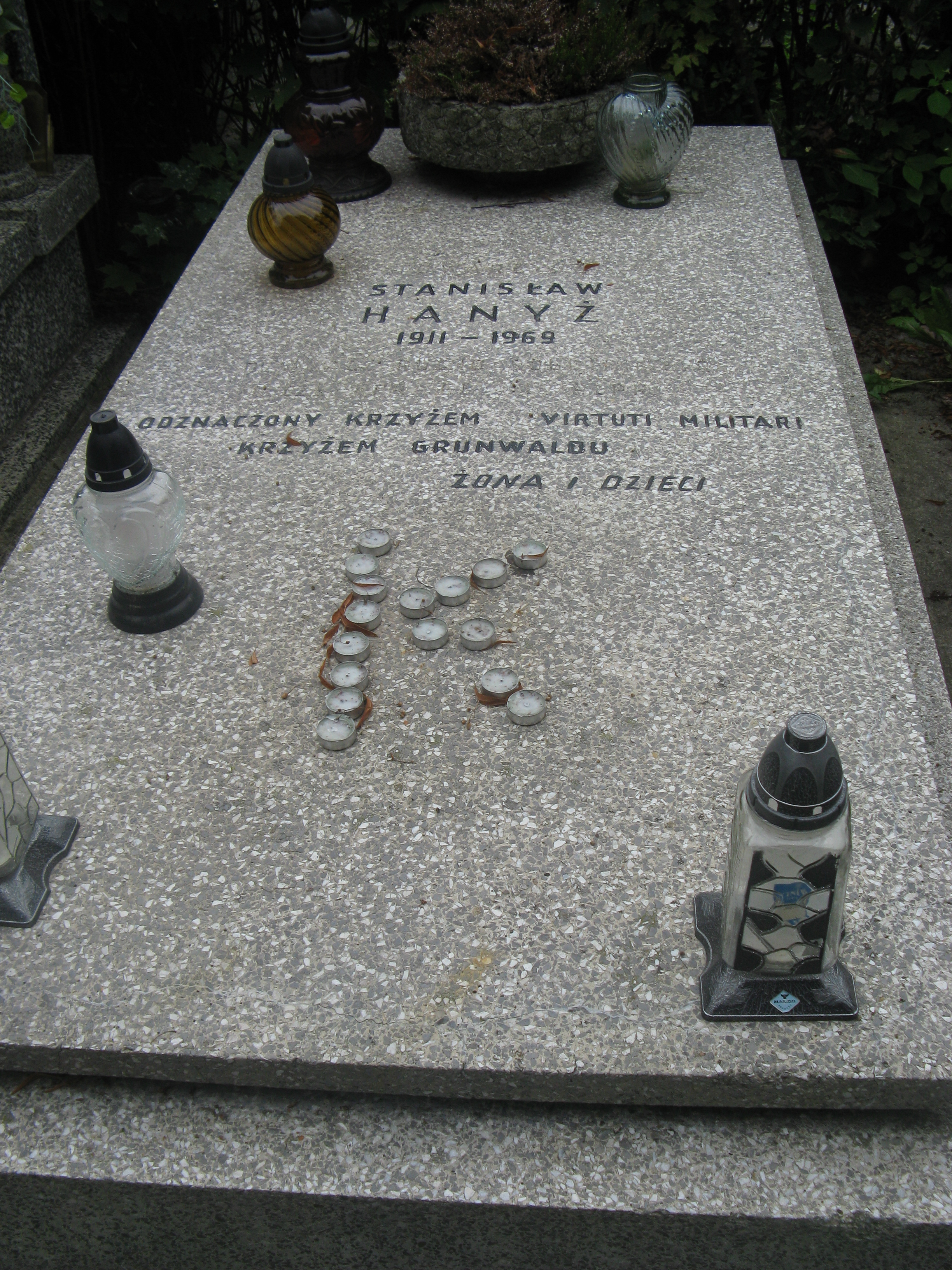
Grób Stanisława Hanyża na Cmentarzu Wojskowym na Powązkach

Stanisław Hanyż przybrane nazwisko Stanisław Radkowski, pseud. Klimas, Stach, Stasiek, Wilczyński, w dokumentach wyst. również jako Stanisław Chanyż (Chanysz) (ur. 24 grudnia 1911 w Starzynach, zm. 7 października 1969 w Warszawie) – polski działacz komunistyczny, oficer GL, AL, ludowego WP i major UB.

## Życiorys
Pochodził z rodziny chłopskiej, skończył szkołę podstawową w rodzinnej wsi, potem był uczniem Gimnazjum im. Sienkiewicza w Częstochowie, skąd został wydalony za udział w obchodach 1-majowych. Według Ryszarda Nazarewicza był członkiem KZMP. W 1931 został skazany na pół roku więzienia za próbę nielegalnego przekroczenia granicy z ZSRR. Po zwolnieniu do 1936 pracował jako robotnik sezonowy w firmach budowlanych w Częstochowie i Włoszczowie, następnie był kierownikiem robót przy wyładowaniach kolejowych w Warszawie.
Brał udział w wojnie obronnej 1939 jako podoficer 28 pp, ranny i wzięty do niemieckiej niewoli w okolicach Lwowa, wkrótce potem uciekł ze szpitala w Jarosławiu. Po powrocie do rodzinnej wsi pracował w gospodarstwie ojca, w 1943 wstąpił do PPR i GL, w pobliżu Koniecpola sformował oddział partyzancki GL, którego został dowódcą. Jesienią 1943 skierowany do oddziału im. gen. J. Bema, listopad – grudzień 1943 był oficerem oświatowym w sztabie Okręgu Częstochowsko-Piotrkowskiego GL, potem w batalionie im. Bema. 6 stycznia 1944 ranny w walce z żandarmami we wsi Czech, leczył się w oddziale PPS-WRN Zygmunta Łęgowika „Brzeszczota”. 10 lutego 1944 Dowództwo Główne AL mianowało go podporucznikiem, a 25 maja 1944 porucznikiem. Od lutego 1944 oficer operacyjny Sztabu Okręgu AL, będąc jednocześnie nadal oficerem sztabu batalionu im. Bema. Od maja 1944 szef Sztabu Okręgu Częstochowsko-Piotrkowskiego AL. Z ramienia sztabu brał udział w połączonych posiedzeniach Komitetu Okręgowego (KO) PPR i sztabu Okręgu w Częstochowie w maju 1944 i w nawiązaniu porozumienia z oddziałem „Brzeszczota”. 8 września 1944 mianowany szefem sztabu III Brygady WP im. Bema (do grudnia 1944) w stopniu kapitana. Wyznaczony na dowódcę Okręgu Miechów AL, pozostał na tym stanowisku do zajęcia tych rejonów przez Armię Czerwoną w styczniu 1945.
Styczeń – maj 1945 I sekretarz Komitetu Powiatowego (KP) PPR w Częstochowie, czerwiec 1945 – kwiecień 1946 I sekretarz Komitetu Wojewódzkiego (KW) PPR w Rzeszowie. Delegat na I Zjazd PPR w grudniu 1945. Od 29 grudnia 1945 poseł do KRN. Jesienią 1946 przekazany do dyspozycji KC PPR, skierowany do pracy w MBP w stopniu majora. Od 31 października 1946 do 1 marca 1947 zastępca naczelnika Wydziału II Departamentu III MBP. Od marca 1947 do 1949 inspektor Zarządu Centralnego Państwowych Nieruchomości Ziemskich w Poznaniu, potem do 1950 wicedyrektor i dyrektor Okręgu Dolnośląskiego Funduszu Wczasów Pracowniczych KCZZ w Zielonej Górze. 1950 – 1952 dyrektor Państwowych Uzdrowisk w Krynicy, 1952 – 1953 dyrektor Zespołu Lipiany Centralnego Zarządu Rybackiego. Od marca 1953 do stycznia 1955 represjonowany, w 1956 zrehabilitowany. W latach 1956 – 1957 zastępca dyrektora Zarządu Okręgu Wczasowego w Gdańsku, od 1957 kierownik Domu Wypoczynkowego „Złoty Widok” k. Olsztyna. Od 1967 na rencie dla zasłużonych. Pochowany na wojskowych Powązkach (kwatera A31-3-8).

## Odznaczenia
- Krzyż Srebrny Orderu Virtuti Militari
- Order Krzyża Grunwaldu III klasy
- Krzyż Partyzancki
- Medal Zwycięstwa i Wolności 1945